# Sapromyza magnifica
Sapromyza magnifica är en tvåvingeart som beskrevs av Malloch 1926. Sapromyza magnifica ingår i släktet Sapromyza och familjen lövflugor. Inga underarter finns listade i Catalogue of Life.